# Ichirō Ōgami
Ichirō Ōgami (大神 一郎?, Ōgami Ichirō) è un personaggio della serie di anime e videogiochi Sakura Wars, ideata da Ōji Hiroi. Il character design del personaggio è di Kōsuke Fujishima. Ichirō è doppiato in originale da Akio Suyama.
Ichirō è il comandante della Flower Division, un immaginario corpo speciale dell'esercito giapponese di inizio secolo, specializzato nel combattere le forze del male ed i demoni, attraverso l'utilizzo della propria energia psichica.

## Biografia del personaggio
Dopo essersi diplomato alla Accademia Navale, il luogotenente Ichirō Ōgami riceve una nomina piuttosto inaspettato. Gli viene infatti affidato l'incarico di prendere il comando di una troupe teatrale femminile. In realtà il ruolo di attrici è una mera copertura per la Flower Division, un corpo speciale dell'esercito imperiale giapponese, dotato di una spiccata forza spirituale, unica arma in grado di contrastare le forze del male che attaccano Tokyo. Essendo Ichirō uno dei pochi uomini nell'esercito ad avere quello stesso dono, è naturale che lui venga scelto per guidare la Flower Division. Il suo ruolo, oltre a quello attivo di avere un proprio mezzo di combattimento, un cosiddetto kōbu, è di fungere da forza di coesione fra gli elementi della Flower Division, così diversi fra di loro, e farne un vero gruppo.
Di carattere gentile, comprensivo ed amichevole, la devozione di Ōgami al proprio compito, e i sentimenti che lo legano ad ogni singolo elemento della Flower Division, rendono il giovane ufficiale l'elemento più adatto per guidare il gruppo, e fargli affrontare difficili prove e aspri combattimenti. Infatti in battaglia Ichirō è un eccellente stratega, particolarmente reattivo ed in grado di prendere decisioni importanti che permettano alla Flower Division di vincere ogni scontro. Fuori dalle battaglie, diligentemente Ichirō riesce a prendersi cura di tutte le ragazze della Flower Division, partecipando attivamente anche ai loro impegni teatrali.